# Pleurodema
Pleurodema is een geslacht van kikkers uit de familie fluitkikkers (Leptodactylidae) en de onderfamilie Leiuperinae. De groep werd voor het eerst wetenschappelijk beschreven door Johann Jakob von Tschudi in 1838.
Er zijn vijftien soorten, inclusief de pas in 2010 voor het eerst wetenschappelijk beschreven soort Pleurodema alium. Alle soorten komen voor in delen van Zuid-Amerika.

## Soorten
Geslacht Pleurodema
- Soort Pleurodema alium
- Soort Pleurodema bibroni
- Soort Pleurodema borellii
- Soort Pleurodema brachyops
- Soort Pleurodema bufoninum
- Soort Pleurodema cinereum
- Soort Pleurodema cordobae
- Soort Pleurodema diplolister
- Soort Pleurodema guayapae
- Soort Pleurodema kriegi
- Soort Pleurodema marmoratum
- Soort Pleurodema nebulosum
- Soort Pleurodema somuncurense
- Soort Pleurodema thaul
- Soort Pleurodema tucumanum

Onderfamilie Leiuperinae

Edalorhina · Engystomops · Physalaemus · Pleurodema ·  Pseudopaludicola

Onderfamilie Leptodactylinae

Adenomera · Hydrolaetare · Leptodactylus · Lithodytes

Onderfamilie Paratelmatobiinae

Crossodactylodes · Paratelmatobius · Rupirana · Scythrophrys